# Sailly-Saillisel
Sailly-Saillisel är en kommun i departementet Somme i regionen Hauts-de-France i norra Frankrike. Kommunen ligger i kantonen Combles som tillhör arrondissementet Péronne. År 2022 hade Sailly-Saillisel 478 invånare.

## Befolkningsutveckling
Antalet invånare i kommunen Sailly-Saillisel
| Referens: INSEE |